# پیدلهینتون
پیدلهینتون (به انگلیسی: Piddlehinton) یک روستا و محله مدنی در بریتانیا است که در West Dorset واقع شده‌است. پیدلهینتون ۴۰۳ نفر جمعیت دارد.